# Боу, Вальтер
Ва́льтер Ариэ́ль Бо́у (исп. Walter Ariel Bou; родился 25 августа 1993 года, Конкордия) — аргентинский футболист, нападающий клуба «Велес Сарсфилд».

## Биография
Боу — воспитанник клуба «Химнасия Ла-Плата». 25 июля 2014 года в поединке Кубка Аргентины против «Архентинос Хуниорс» Вальтер дебютировал за основной состав. 23 августа в матче против «Росарио Сентраль» он дебютировал в аргентинской Примере. 14 февраля 2016 года в поединке против «Патронато» Боу забил свой первый гол за «Химнасию».
Зимой того же года Вальтер на правах свободного агента перешёл в «Боку Хуниорс». 8 июля в матче Кубка Либертадорес против эквадорского «Индепендьенте дель Валье» он дебютировал за новый клуб. 16 октября в поединке против «Атлетико Сармьенто» Боу забил свой первый гол за «Боку». В 2017 году он помог клубу выиграть чемпионат. В следующем году повторил это достижение, хотя в основном составе Боу стал появляться несколько реже.
В 2019 году выступал за «Унион Ла-Калеру», а затем был отдан в аренду в «Унион Санта-Фе». В 2020 году был отдан в аренду в «Дефенсу и Хустисию». Вальтер Боу стал одним из ключевых игроков своей команды в победе в Южноамериканском кубке 2020, составив пару в нападении с Брайаном Ромеро.

## Титулы и достижения
- Чемпион Аргентины (2): 2016/17, 2017/18
- Обладатель Южноамериканского кубка (1): 2020